# Joaquín Guzmán Loera
Joaquín Archivaldo Guzmán Loera (pseud. El Chapo lub Chapo Guzmán, ur. 25 grudnia 1954 lub 4 kwietnia 1957 we wsi La Tuna koło Badiraguato w stanie Sinaloa w Meksyku) – meksykański przestępca, przemytnik i handlarz narkotyków, jeden z założycieli oraz przywódców kartelu z Sinaloi. W 2003, po aresztowaniu jego rywala Osiela Cárdenasa Guilléna - szefa kartelu z Zatoki – został uznany przez Departament Skarbu Stanów Zjednoczonych za „najpotężniejszego handlarza narkotyków na świecie”.

## Rodzina
Pochodzi z ubogiej rodziny Emilia Guzmána Bustillosa i Maríi Consuelo Loery Pérez, od pokoleń mieszkającej we wsi La Tuna (gmina Badiraguato, stan Sinaloa). Data jego urodzin jest kwestionowana, jedne źródła podają 25 grudnia 1954, zaś inne – 4 kwietnia 1957. Wychowywał się z dwiema młodszymi siostrami – Armidą i Bernardą oraz czterema młodszymi braćmi: Miguelem Ángelem, Aurelianem, Arturem i Emiliem. Miał również trzech niezidentyfikowanych starszych braci, którzy najpewniej zmarli z przyczyn naturalnych, gdy Joaquín był dzieckiem. Z uwagi na przestępczą działalność „El Chapo”, cztery osoby z jego rodziny zostały zamordowane, a cztery inne aresztowano.

## Życiorys

### Początki
Jego ojciec – oficjalnie rolnik – zarabiał uprawiając mak, niezbędny do wytwarzania opium i heroiny. Ich sprzedażą zajmował się wuj Pedro Avilés Pérez, u którego terminował nastoletni Joaquín. Po jego zastrzeleniu przez policję federalną we wrześniu 1978 r., młody Guzmán został członkiem tworzącego się kartelu z Guadalajary, którego założycielami byli Ernesto Fonseca Carrillo, Rafael Caro Quintero i Miguel Ángel Félix Gallardo. Dzięki swojej inteligencji dość szybko piął się w przestępczej hierarchii – był m.in. pomysłodawcą przemytu heroiny do USA w gaśnicach.

### Stworzenie kartelu z Sinaloi
W 1985 za uprowadzenie, torturowanie i zamordowanie agenta DEA Kiki Camarena aresztowani zostali Ernesto Fonseca Carrillo i Rafael Caro Quintero. Od tego czasu kartelem samotnie kierował Miguel Ángel Félix Gallardo, który w 1989 także trafił do więzienia. Wówczas „El Chapo” przejął kontrolę nad częścią rozpadającej się organizacji, przekształcając ją we własny kartel, który na cześć swego rodzinnego stanu nazwał kartelem Sinaloa. Był jednym z przywódców grupy, więc działał na wielką skalę, przemycając hurtowe ilości narkotyków do Stanów Zjednoczonych. W tym celu wybudował sieć tuneli pod granicą meksykańsko–amerykańską (największe miały zamontowane oświetlenie i klimatyzację). Ponadto otworzył regularne połączenia przemytniczych samolotów oraz wprowadził do akcji towarowe łodzie podwodne. Zbudował także linię produkcyjną, na której narkotyki taśmowo pakowano do puszek z napisem „chili” i oficjalnie eksportowano do USA. 24 maja 1993 uniknął śmierci podczas – przeprowadzonego przez komando kartelu Tijuana na parkingu portu lotniczego w Guadalajarze – zamachu na jego życie. Z uwagi na fakt, że wśród ofiar zamachu był arcybiskup Juan Jesús Posadas Ocampo, władze państwowe rozpoczęły gigantyczną obławę na Guzmána.

### Więzienie 1993–2001
Po schwytaniu – 9 czerwca 1993 nieopodal Ciudad Cuauhtémoc, na granicy Meksyku z Gwatemalą – został skazany na 20 lat pozbawienia wolności i osadzony w Federalnym Ośrodku Readaptacji Społecznej nr 1 „Altiplano” (25 km od Toluki). Podczas odsiadywania wyroku cały czas zarządzał kartelem, a w czerwcu 1995 r. – po aresztowaniu Héctora Luisa Palmy Salazara – stał się jego samodzielnym szefem. 22 listopada 1995 przeniesiono go do więzienia „Puente Grande” koło Tonali.

### Ucieczka z więzienia 2001
17 stycznia 2001 meksykański Narodowy Sąd Najwyższy zgodził się na ekstradycję do Stanów Zjednoczonych, gdzie groziła mu kara śmierci. Dzień po ogłoszeniu wyroku „El Chapo” zbiegł z więzienia – oficjalnie ukryty w wózku z brudnymi ubraniami przewożonymi do pralni, lecz najprawdopodobniej pomogli mu w tym przekupieni strażnicy. W wyniku wszczętego postępowania ustalono, że w ucieczkę zaangażowanych było 71 osób, w tym 15 funkcjonariuszy systemu więziennego.

### 2001–2013
Po odzyskaniu wolności przez Guzmána, kartel Sinaloa rozszerzył działalność na cały świat, działając w 36 państwach. Oprócz produkowanej w Meksyku heroiny i marihuany przemycał też kokainę z Kolumbii oraz metamfetaminę z Tajlandii. W Gwatemali zorganizował wielki „port przeładunkowy” dla narkotyków z całej Ameryki Południowej, które trafiały stamtąd do USA i Europy. W 2003 r., po aresztowaniu szefa konkurencyjnego kartelu z Zatoki, został najpotężniejszym bossem narkotykowym w Meksyku. Rozwinął na ogromną skalę przemyt narkotyków poprzez sieć regularnych połączeń lotniczych, dzięki którym kartel z Sinaloa przemycał kokainę, marihuanę, amfetaminę i metamfetaminę do Ameryki Północnej. Drogą powietrzną połączył narkotykowy „złoty trójkąt” Meksyku – stany Sinaloa, Durango oraz Chihuahua – z Arizoną i Kalifornią. Jego trzecią żoną została Emma Coronel Aispuro (ur. 3 lipca 1989 lub 1990) – Miss Sinaloa 2008.

### Aresztowania i ucieczki 2014–2016, ekstradycja i wyrok

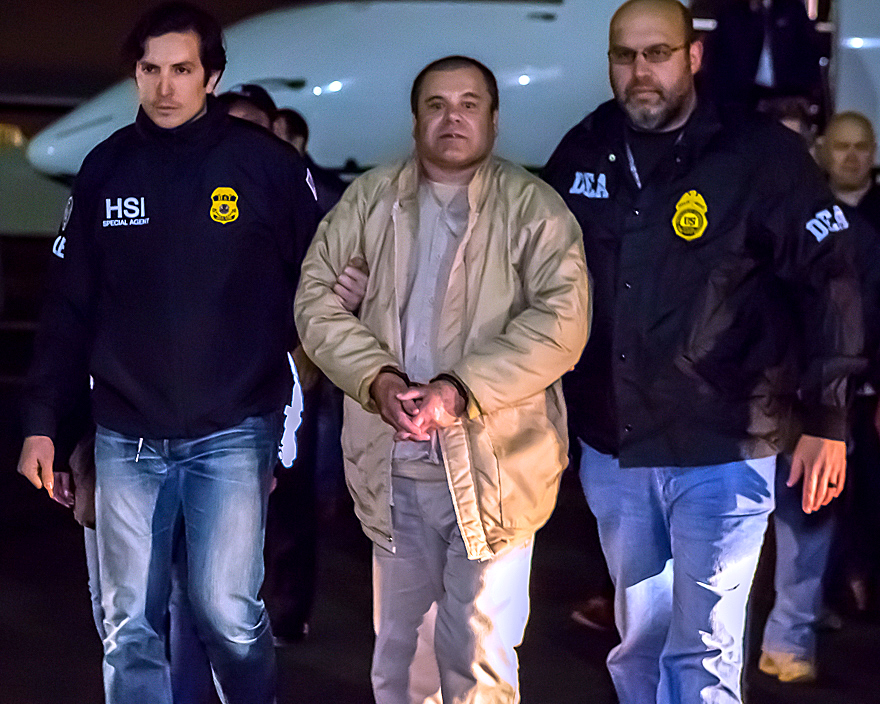
El Chapo podczas ekstradycji do USA, 19 stycznia 2017

Guzman przed wymiarem sprawiedliwości ukrywał się przez ponad 13 lat. 22 lutego 2014 około godz. 6:40 „El Chapo” został schwytany nieopodal miasta Mazatlán przez funkcjonariuszy meksykańskiej marynarki wojennej, przy pomocy DEA i USMS. Osadzono go w Federalnym Ośrodku Readaptacji Społecznej nr 1 „La Palma” koło Toluki, w którym przebywał już w latach 1993–1995. 11 lipca 2015, długim na 1,5 km tunelem wydrążonym przez jego wspólników, uciekł z celi objętej stałym nadzorem kamer. Mający swój początek pod prysznicem tunel o wysokości 170 cm był wyposażony w wentylację i oświetlenie. Na przestępcę czekał w tunelu motocykl, poruszający się po szynach.
Ponownie zatrzymany został 8 stycznia 2016 w mieście Los Mochis w stanie Sinaloa przez żołnierzy marynarki wojennej. 19 stycznia 2017 został poddany ekstradycji do Stanów Zjednoczonych. 14 listopada 2018 w Nowym Jorku rozpoczął się jego proces. 17 lipca 2019 roku został skazany przez sąd w USA na karę dożywotniego pozbawienia wolności bez możliwości zwolnienia warunkowego. Zasądzono również przepadek mienia w wysokości 12,6 mld dolarów.

## W popkulturze
W serialu Narcos: Meksyk w postać El Chapo wciela się Alejandro Edda.
W 2017 powstał serial El Chapo, gdzie w tytułowego bohatera gra Marco de la O.